# Rivière Saint-Pierre (vattendrag i Kanada, Québec, lat 45,39, long -73,56)
Rivière Saint-Pierre är ett vattendrag i Kanada.   Det ligger i provinsen Québec, i den sydöstra delen av landet, 170 km öster om huvudstaden Ottawa.
Runt Rivière Saint-Pierre är det i huvudsak tätbebyggt. Runt Rivière Saint-Pierre är det tätbefolkat, med 442 invånare per kvadratkilometer.